# Boyan Jovanovic
Boyan Jovanovic (* 4. Mai 1951 in Belgrad) ist ein serbischer Ökonom und zurzeit Professor an der New York University.

## Biographie
Jovanovic studierte Volkswirtschaft zunächst London School of Economics, danach als graduierter Student und Doktorand an der Universität von Chicago. 1979 sorgten seine beiden ersten Publikationen (im Journal of Political Economy) für Aufmerksamkeit, da sie eine einflussreiche Theorie des Arbeitsplatzwechsels begründeten. Heute ist Jovanovic Mitglied der American Academy of Arts and Sciences.